# 吉爾莫女孩：一年剪影
《吉爾莫女孩：一年剪影》是一部由艾米·謝爾曼-帕拉迪諾創作並由勞倫·格拉漢姆（Lauren Graham）和艾麗絲·布莉達（Alexis Bledel）主演的美國喜劇電視劇。這是非官方的第八季，是電視劇《奇異果女孩》（Gilmore Girls）（2000-2007）的續集。
在這部迷你影集中，艾米·謝爾曼-帕拉迪諾和她的丈夫丹尼爾·帕拉迪諾在第7季之前離開後重返劇集。該劇集由4集88到102分鐘的劇集組成，於2016年11月25日在Netflix上發布。距原始影集完結篇將近十年過後，這部回鍋影集描述萊拉、羅莉和艾蜜莉·吉爾莫，在一年四季間的生活變遷。每一集都跟隨角色經歷四個季節中的一個。
2020年11月，該迷你劇在The CW和Up TV播出。

## 劇情概要
由於她作為自由記者經常出差，羅莉·吉爾摩（艾麗絲·布莉達飾）放棄了她的公寓，轉而住在紐約、星城 (Stars Hollow）和倫敦的朋友家中。在倫敦，羅莉（Rory）和洛根 (馬特·朱克瑞飾) 一起為古怪的Naomi Shropshire(阿莉克絲·金斯頓飾) 寫書。雖然洛根訂婚了，但羅莉（Rory）和洛根是沒有任何附加條件的關係。羅莉（Rory）有一個名叫保羅的男朋友，儘管她從不記得他。當娜奧米 (Naomi）解僱她，洛根的未婚妻搬進來時，羅莉（Rory）因缺乏事業和與洛根的關係而苦苦掙扎。她會見了傑斯·馬里亞諾（Jess Mariano）（米洛·文提米利亞飾)，他鼓勵她寫自己的書，講述她與母親的生活。
艾蜜莉·吉爾莫（凱利·畢曉普飾）為丈夫理李察（愛德華·赫馬恩飾）最近的去世感到悲痛，並誘騙女兒萊拉·吉爾摩（蘿倫·葛拉漢飾）開始接受治療。萊拉（Lorelai）也因父親的去世、長期商業夥伴的職業發展以及她與路克（史考特·帕特森飾）的關係而感到失落。萊拉（Lorelai）和路克已經約會了十多年，但還沒有結婚或討論孩子。他們考慮使用代孕，並前往巴黎開辦的生育診所。在與萊拉（Lorelai）就書籍創意發生爭執後，羅莉（Rory）暴走，萊拉（Lorelai）前往Patty小姐的舞蹈工作室，那裡正在表演Stars Hollow: The Musical 。女主角維奧萊特的民謠（“牢不可破”）激勵萊拉（Lorelai）走上太平洋山脊小徑，以與Wild類似的方式忘記她的問題。
艾蜜莉最終接受了丈夫的死，賣掉了他們的房子，實際上退出了DAR，並搬到了楠塔基特，這是她一生中第一次單身和獨立。儘管從未真正徒步旅行，但萊拉（Lorelai）旅行歸來，與艾蜜莉和羅莉（Rory）和好，並向路克求婚。羅莉（Rory）拜訪了她的父親克里斯多夫·海登（大衛·薩克利夫飾），告訴他婚禮的消息。她問他為什麼允許萊拉（Lorelai）把她當作單身母親撫養，他們同意結果是最好的。路克和萊拉（Lorelai）在涼亭結婚，在劇集的最後一幕中，羅莉（Rory）向萊拉（Lorelai）透露她懷孕了。

## 演員

### 主要角色
| 演員                                 | 角色           | 備註 |
| ------------------------------------ | -------------- | --- |
| 蘿倫·葛拉漢 Lauren Graham            | 萊拉·吉爾莫    | 30多歲獨立的單親媽媽，她經營著一家當地旅館，對流行文化和咖啡充滿了熱愛。她在16歲時生下了，母女兩既是母女，亦是朋友。 |
| 艾麗絲·布莉達 Alexis Bledel          | 羅莉·吉爾莫    | 早熟、學業有成的萊拉（Lorelai）獨生女，演出開始時快16歲。 |
| 瑪莉莎·麥卡錫 Melissa Ann McCarthy   | 蘇祺·聖·詹姆斯 | 萊拉（Lorelai）活潑的最好朋友和旅館的廚師/共同所有人。 |
| 安慶名惠子 Christine Keiko Agena     | 蘭恩·金        | 羅莉（Rory）最好的朋友，她過著秘密的生活，通過成為一名搖滾歌手來挑戰她嚴格、虔誠的母親。 |
| 史考特·帕特森 Scott Gordon-Patterson | 路克·丹恩斯    | 脾氣暴躁但心地善良的餐館老闆；萊拉（Lorelai）的朋友和最終的愛人。 |
| 耶尼克·楚斯戴爾 Yanic Truesdale      | 米謝·傑洛      | 萊拉和蘇祺的旅館脾氣暴躁的法國接待員。 |
| 凱利·畢曉普 Kelly Bishop             | 艾蜜莉·吉爾莫  | 吉爾莫家族的女家長，生活在上流社會的家庭主婦。她和萊拉的關係很緊張。 |
| 麗莎·薇爾 Liza Rebecca Weil          | 派瑞絲·蓋勒    | 羅莉（Rory）在高中和大學期間的頑強剋星和最終朋友。（第2-7季主要角色；第1季常設角色） |
| 傑瑞·帕達里基 Jared Padalecki        | 迪恩·福爾斯特  | 羅莉（Rory）在第1-3季的男友，他從芝加哥搬到了星城 (Stars Hollow）。在與羅莉背叛後，後來與林賽結婚並離婚。（第2-3季主要角色；第1、4-5季常設角色） |
| 米洛·文提米利亞 Milo Ventimiglia     | 傑斯·馬里亞諾  | 路克陷入困境的侄子愛上了羅莉（Rory）並成為了一個強烈但短暫的男朋友。在第3季結束時，他搬走與父親住在一起。（第2-3季為主要角色；第4季常設角色；第6季客串角色）                                                                                             |
| 西恩·岡恩 Sean Gunn                  | 柯克·葛里森    | 星城 (Stars Hollow）的古怪居民，在鎮上從事許多工作。他對萊拉（Lorelai）表現出浪漫的興趣，但被拒絕了。他後來約會了一個名叫露露的女孩——他們仍在《吉爾莫女孩：一年剪影》（Gilmore Girls: A Year in the Life）繼續交往著。（第3-7季主要角色；第1-2常設角色） |
| 克里斯·埃吉曼 Chris Eigeman          | 傑森·史戴爾斯  | 萊拉（Lorelai）的男朋友和李察短暫的商業夥伴。 |
| 馬特·朱克瑞 Matt Czuchry             | 洛根·漢茲伯格  | 羅莉（Rory）在第5-7季的男朋友，是紐約時報式的出版家族的繼承人，類似於Ochs-Sulzberger家族。 |

### 常設角色
- 莉茲·托瑞絲（Liz Torres）- 飾演Patty小姐（Miss Patty）

友好善良且八卦的小鎮舞蹈老師。
- 艾蜜莉·卡羅達（Emily Kuroda）- 飾演金太太（Mrs. Kim）

蘭恩嚴格的基督教會母親，與女兒關係緊張。
- 薩莉·斯特拉瑟斯（萨莉·斯特拉瑟斯）- 飾演芭比（Babette Dell）

萊拉（Lorelai）古怪但友好的鄰居和鎮上的八卦王之—，她也是Patty小姐的好友。
- 傑克遜·道格拉斯（Jackson Douglas）- 飾演傑克森（Jackson Belleville）

蘇祺（Sookie）的丈夫和當地農民，他和蘇祺（Sookie）在整個節目中共有兩個孩子。
- 邁克爾·溫特斯（Michael Winters (actor)）- 飾演泰勒·杜斯（Taylor Doose）

一個經常用他的要求和規則激怒路克的鎮長。
- 大衛·薩克利夫（David Sutcliffe）- 飾演克里斯多夫·海登（Christopher Hayden）

羅莉（Rory）的父親，與萊拉（Lorelai）有著斷斷續續的關係。（第1-3季；第5-7季）
- 謝莉·科爾（Shelly Cole）- 飾演Madeline Lynn

派瑞絲（Paris）和羅莉（Rory）的瘋狂高中朋友。（第1-4季）
- 蒂爾·雷德曼（Teal Redmann）- 飾演路易絲·格蘭特（Louise Grant）

派瑞絲（Paris）和羅莉（Rory）的瘋狂高中朋友。（第1-4季）
- 查德·麥可·莫瑞（Chad Michael Murray）- 飾演崔斯汀·杜格雷（Tristin DuGray）

一個富有的奇爾頓學生，迷戀羅莉（Rory），後來由於他的不良行為而被轉學。（第1-2季）
- 達金·馬修斯（Dakin Matthews）- 飾演 Hanlin Charleston

奇爾頓學校（Chilton）的校長，李察和艾蜜莉的朋友。（第1-4季）
- 梅莉蓉·蘿絲（Marion Ross）- 飾演 Lorelai“Trix”Gilmore

李察尖酸刻薄的母親，以批評艾蜜莉為樂。（第 1-4 季）
- 麗莎·安·哈德利（Lisa Ann Hadley）- 飾演瑞秋（Rachel）

路克的攝影師和旅遊者前女友。（第1季）
- 艾利克斯·布斯汀（艾利克斯·布斯汀）- 飾演Drella

獨立旅館的豎琴師（第1季）和“Miss Celine”，艾蜜莉的裁縫。（第5季）
- 蘿絲·阿布杜（Rose Abdoo）- 飾演Gypsy

星城 (Stars Hollow）的汽車修理工。（第2-7季）
- 卡洛爾·金（Carole King）- 飾演Sophie Bloom

蘭恩經常光顧的Sophie's Music商店的老闆。（第2、5-6季）
- 比夫·葉格（Biff Yeager）- 飾演湯姆（Tom）

星城 (Stars Hollow）的承包商。（第2-4季；第6季）
- 艾密莉·貝吉爾（Emily Bergl）- 飾演Francie Jarvis

奇爾頓學校（Chilton）的學生。（第2-3季）
- 托德·羅威（Todd Lowel）- 飾演Zach Van Gerbig

蘭恩樂隊裡的成員，最終成為蘭恩的丈夫，他們有一對雙胞胎兒子。（第3-7季）
- 約翰·卡布雷拉（John Cabrera）- 飾演Brian Fuller

蘭恩的Hep Alien樂團成員。
- 翠西亞・歐凱莉（Tricia O'Kelley）- 飾演Nicole Leahy

路克第3-4季的律師女友和短期妻子。
- 阿莉爾·凱貝爾（阿莉尔·凯贝尔）- 飾演Lindsay Lister

迪恩的女友和妻子——後來他和羅莉（Rory）背叛了她，他們離婚了。
- 亞當·布羅迪（亞當·布羅迪）- 飾演Dave Rygalski

蘭恩的Hep Alien樂團成員和第3季的男朋友——他們後來在Dave上大學時分手。
- 塞巴斯蒂安·巴赫（Sebastian Bach）- 飾演Gil

蘭恩的Hep Alien樂團成員。（第4-7季）
- 丹尼·史莊（Danny Strong）- 飾演Doyle McMaster

派瑞絲（Paris）的男友，曾任耶魯日報編輯。（第4-7季）
- 蕾妮·貝爾（Rini Bell）- 飾演露露（Lulu Kuschner）

柯克的女友。
- 艾倫·洛易莎（Alan Loayza）- 飾演柯林（Colin McCrae）

洛根富有的朋友。
- 坦克·薩德（Tanc Sade）- 飾演芬恩（Finn）

洛根富有的朋友。
- 格雷格·亨黎（Gregg Henry）- 飾演Mitchum Huntzberger

洛根的父親和報業大亨。
- 克萊斯汀·瑞特（Krysten Ritter）- 飾演Lucy

羅莉（Rory）的朋友Lucy。
- 蜜雪兒·昂金科（Michelle Ongkingco）- 飾演Olivia Marquont

羅莉（Rory）的朋友。

## 集數
| 集數 | 標題      | 導演                 | 編劇                 | 上線日期       | 製作 代碼 |
| --- | --------- | -------------------- | -------------------- | -------------- | --------- |
| 1 | 冬 Winter | 艾米·謝爾曼-帕拉迪諾 | 艾米·謝爾曼-帕拉迪諾 | 2016年11月25日 | 4X7701    |
| 在《紐約客》上發表文章達到職業生涯的最高水平之後，羅莉（Rory）回到星城 (Stars Hollow）思考她的下一步行動。艾蜜莉（Emily）因丈夫最近去世而苦苦掙扎，並誘騙萊拉（Lorelai）接受治療。萊拉（Lorelai）和米謝（Michel）努力在旅館裡尋找代替蘇祺（Sookie）的廚師。                                                             |           |                      |                      |                |           |
| 2 | 春 Spring | 丹尼爾·帕拉迪諾      | 丹尼爾·帕拉迪諾      | 2016年11月25日 | 4X7702    |
| 萊拉（Lorelai）和艾蜜莉（Emily）繼續一起接受治療，但艾蜜莉（Emily）最終停止了治療。在倫敦，羅莉（Rory）放棄了與Naomi的書提案，而是決定在星城 (Stars Hollow）寫下她的童年。她還繼續私下見洛根。艾蜜莉（Emily）試圖說服路克特許經營路克餐廳。羅莉（Rory）和帕里斯拜訪奇爾頓，桑迪決定不僱傭羅莉（Rory）。                 |           |                      |                      |                |           |
| 3 | 夏 Summer | 丹尼爾·帕拉迪諾      | 丹尼爾·帕拉迪諾      | 2016年11月25日 | 4X7703    |
| 泰勒宣布他正在根據該鎮的歷史創作《星谷：音樂劇》。萊拉（Lorelai）以預覽觀眾的身份出席，並且是唯一一個注意到該節目存在眾多問題的人。與此同時，羅莉（Rory）自願擔任Stars Hollow Gazette的主編。羅莉（Rory）向萊拉（Lorelai）提出了她的想法，但結果很糟糕。在這一集的結尾，萊拉（Lorelai）告訴路克她需要以狂野的風格離開。 |           |                      |                      |                |           |
| 4 | 秋 Fall   | 艾米·謝爾曼-帕拉迪諾 | 艾米·謝爾曼-帕拉迪諾 | 2016年11月25日 | 4X7704    |
| 萊拉（Lorelai）的野營之旅沒有按計劃進行，回到路克，建議他們當晚結婚。與此同時，洛根和他的朋友們和羅莉（Rory）偷偷溜出去玩了一個晚上。艾蜜莉（Emily）退出了DAR，搬到了楠塔基特，並在博物館找到了一份工作。萊拉（Lorelai）和路克在涼亭結婚，羅莉（Rory）承認她懷了一個孩子，大概是洛根的孩子。                            |           |                      |                      |                |           |

## 發行
該迷你劇於2020年11月在The CW上以經過編輯的形式播出，部分原因是該網絡需要額外的節目來填補其在COVID-19大流行期間的日程安排。它也在同月在Up TV上播出。

## 評價
《吉爾莫女孩：一年剪影》獲得了評論家的積極評價。評論聚合網站爛番茄基於87條評論，對該系列的支持率 87%，平均評分為7.66/10。該網站的關鍵共識是，“《吉爾莫女孩：一年剪影》為十多年前迷上的古怪，甜蜜和心愛的系列粉絲提供了忠實而成功的複興。” 在Metacritic上，該系列有75分（滿分100分），基於28位評論家，表明“普遍好評”。

## 外部連結
- 在Netflix上觀看《吉爾莫女孩：一年剪影》
- 互联网电影数据库（IMDb）上《吉爾莫女孩：一年剪影》的资料（英文）